# Amanjaku
Amanjaku lub Amanojaku (jap. 天邪鬼 lub 天の邪鬼 dosł. "Niebiański Zły Demon") – jeden z yōkai występujących w japońskiej mitologii. Imię to bywa zapisywane także jako 河伯 lub 海若.
Współcześnie słowem amanojaku określa się osoby przewrotne, przekorne, uparte, o zwichrowanej osobowości.

## Pochodzenie
Amanjaku w buddyzmie jest symbolem Splamień człowieka. Wzgardzony przez Czterech Niebiańskich Królów i Wadżrapani. Wizerunek jego twarzy znajduje się na podbrzuszu zbroi Vaisravany. W Chinach ta część zbroi nazwana została imieniem wodnego demona, zwanego w Japonii Kahaku (jap. 河伯). Jednocześnie nazwa innego wodnego demona z chińskiej mitologii - 海若, była odczytywana w kun’yomi jako Amanojaku. Synkretyzm tych dwóch bytów wraz ze starojapońskim wizerunkiem Amanjaku dał w wyniku dzisiejszy obraz tego demona.
Amanjaku pochodzi od Amenowakahiko i Amanosagume opisanych w Kiki. Amenowakahiko z rozkazu Amaterasu miał za zadanie podbić Ashihara no Nakatsukuni, lecz zapomniał o swoich obowiązkach, wziął za żonę córkę Ōkuninushi i po ośmiu latach nie wracał. Został wysłany do niego posłaniec, który miał mu przypomnieć o powierzonych mu obowiązkach.  Amenowakahiko został poinformowany przez swojego sługę Amanosagume o nadchodzącym posłańcu. W chwili jego przybycia został natychmiast zabity strzałą. Następnie ta sama strzała została wystrzelona z niebios i zabiła Amenowakahiko. Imię Amenowakahiko (jap. 天稚彦) bywa także zapisywane jako 天若彦 lub 天若日子.
Amanosagume kojarzony był między innymi z ruchem nieba i przyszłością. Przedstawiany jako byt poszukujący ludzkiego serca. Następnie w podaniach został przekształcony do miana mniejszego demona potrafiącego czytać w ludzkich sercach, zajmującego się psotami i figlami.
Amanjaku występują w wielu baśniach i legendach japońskich, gdzie przedstawiane są jako niegroźne mniejsze demony.

## Powiązania
- Amanjaku bywają kojarzone z pojawiającymi się w górach satori, które także potrafią czytać w ludzkich sercach
- Postaci Amanjaku występują w mandze i anime, jak np. GeGeGe no Kitarō, Gakkō no Kaidan czy Dororo.
- W Japonii istnieje grupa muzyczna Amanojaku grająca na taiko